# Richard Siddoway Bagnall
Richard Siddoway Bagnall (14 juillet 1884 - 19 janvier 1962) est un entomologiste britannique. Il est spécialisé dans les Thysanoptera et a publié plusieurs ouvrages importants sur la classification supérieure de cet ordre d'insectes à travers le monde, décrivant de nombreux nouveaux genres et espèces.

## Biographie
Richard Siddoway Bagnall est né à Winlaton, en Angleterre (près de Whickham) le 14 juillet 1884, de Thomas W. Bagnall (1862-vers 1907) et Emily Florence Lane (vers 1862-1932). Il souffre de méningite et de rhumatisme articulaire aigu lorsqu'il est enfant et, bien que ses deux frères soient allés dans un internat à l'adolescence, Bagnall reste dans sa famille et reçoit une éducation privée à la maison. Il montre un vif intérêt pour l'Entomologie pendant son enfance, étant actif au sein du Vale of Derwent Naturalist Field Club et publiant son premier article en 1906 sur un coléoptère inhabituel qu'il a collecté dans sa cave,.
Bagnall décrit 577 espèces et 100 genres au sein de l'ordre des insectes Thysanoptera dans plus de 120 publications,.
En 1904, il est élu membre de la Royal Entomological Society et en 1909, il est élu membre de la Linnean Society of London,.